# Nicene and Post-Nicene Fathers

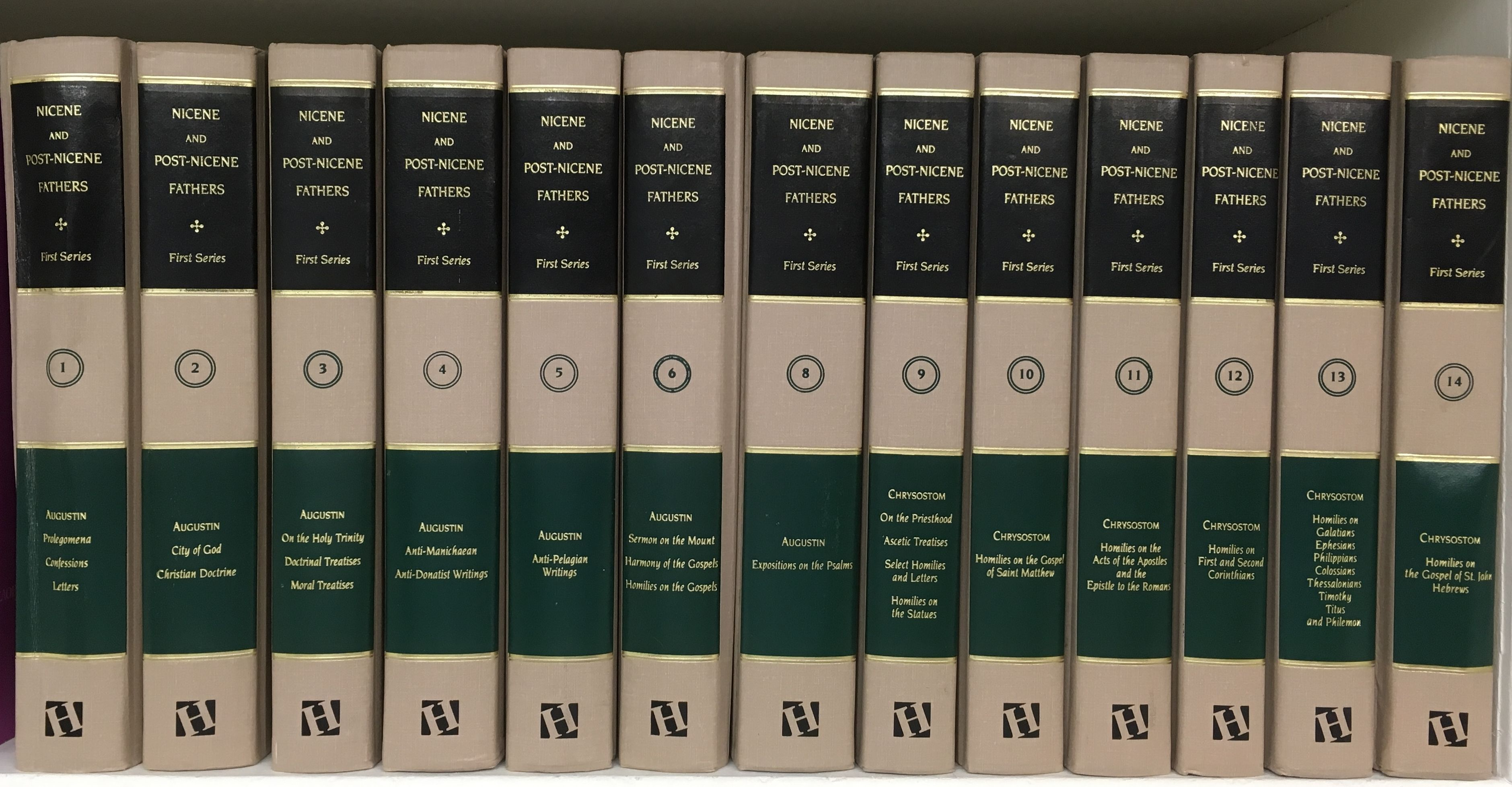
La collana di libri Nicene and Post-Nicene Fathers

 A Select Library of the Nicene and Post-Nicene Fathers of the Christian Church , comunemente abbreviata col titolo  Nicene and Post-Nicene Fathers  (NPNF), è una serie di libri pubblicata fra il 1886 e il 1900, che contengono traduzioni di scritti paleocristiani in lingua inglese.
A differenza di Ante-Nicene Fathers, che fu prodotto basandosi sulle traduzioni della precedente collana intitolata Ante-Nicene Christian Library (ANCL), la casa editrice T.&T. Clark fece uscire in stampa Nicene and Post-Nicene Fathers contemporaneamente in Europa e in America, in collaborazione con la Christian Literature Company e altri editori statunitensi.
La T. & T. Clark era convinta del successo commerciale della version/revisione americana più economica dell'ANCL, sebbene di qualità inferiore su alcuni aspetti non fondamentali. Philip Schaff, statunitense di origine tedesca, fu incaricato di supervisionare la prima serie dell'NPNF. A lui si unì il britannico Henry Wace per la seconda serie.

## Contenuto
L'opera è strutturata in due serie. La prima serie contiene VIII relativi a sant'Agostino e ulteriori sei volumi per san Giovanni Crisostomo. La seconda serie contiene i seguenti volumi:
- Volume I - Eusebio: Storia della Chiesa dall'1 al 324 d.C., Vita di Costantino il Grande, Orazione in lode di Costantino;
- Volume II - Socrate Scolastico: Storia della Chiesa dal 305-438 d.C.; Sozomeno: Storia della Chiesa dal 323-425 d.C.;
- Volume III - Teodoreto, san Girolamo e Gennadio, Rufino;
- Volume IV - Atanasio: selezione di scritti e lettere;
- Volume V - Gregorio di Nissa: trattati dogmatici; selezione di scritti e lettere;
- Volume VI - San Girolamo: lettere e opere selezionate;
  - Lettere -  La vita di Paolo, il primo eremita. La vita di S. Hilarion. La vita di Malco, il monaco prigioniero. Il dialogo contro i luciferiani. La perpetua verginità della Beata Maria. Contro Gioviniano.. Contro Vigilanzio. A Pammachius contro Giovanni di Gerusalemme. Contro i pelagiani. Prefazioni. Traduzioni dal Settanta e dal Caldeo. I commenti;
- Volume VII - Cirillo di Gerusalemme, san Gregorio Nazianzeno;
- Volume VIII - Basilio: lettere e opere selezionate;
- Volume IX - Ilario di Poitiers, Giovanni di Damasco;
- Volume X - sant'Ambrogio: selezione di opere e lettere;
  - Sui doveri del clero; Sullo Spirito Santo; Sulla morte di suo fratello Satiro; Esposizione della fede cristiana; Sui misteri; Riguardo al pentimento; Sulle vergini; Sulle vedove; Selezione dalle lettere di Sant'Ambrogi;. Memoriale di Simmaco, prefetto della città; Sermone contro Auxenzio sull'abbandono delle basiliche;
- Volume XI - Sulpicio Severo, Vincenzo di Lerino, Giovanni Cassiano;
- Volume XII- Leone Magno, Gregorio Magno;
- Volume XIII. Gregorio Magno II, Efrem il Siro, Afraate:
- Volume XIV - I sette Concili Ecumenici.